# Église Saint-Symphorien-de-la-Chartre
Pour les articles homonymes, voir Église Saint-Symphorien.
L'église Saint-Symphorien-de-la-Chartre, dit aussi chapelle Saint-Luc, est une ancienne chapelle expiatoire (début du XIIIe siècle) puis une ancienne église de Paris construite sur l'île de la Cité. Elle est située vis-à-vis de la façade méridionale de l'église Saint-Denis-de-la-Chartre dont elle est séparée par la rue du Haut-Moulin-en-la-Cité. Vendue comme bien national sous la Révolution, elle disparaît au XIXe siècle.
La partie nord-ouest de l'hôtel-Dieu de Paris, rue de la Cité, recouvre son emplacement.

## Situation
L'église Saint-Symphorien était située dans la partie nord de la Cité à proximité de l’église Saint-Denis-de-la-Chartre dont elle séparée par la rue du Haut-Moulin.

## Historique

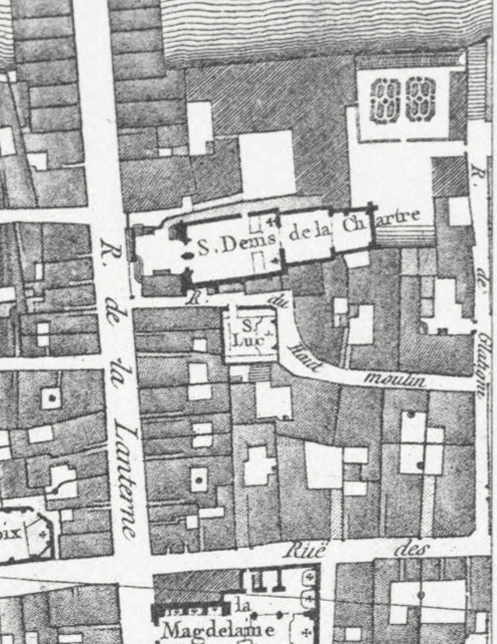
Emplacement de l'ancienne église Saint-Symphorien (chapelle Saint-Luc) vers 1754.

L'église Saint-Symphorien était à l’origine une chapelle privée dédiée à sainte Catherine qui aurait été implantée à l’emplacement de la prison dans laquelle était détenu saint Denis ce qui avait donné son nom au prieuré Saint-Denis de la Chartre proche. Le comte Mathieu III de Beaumont-sur-Oise en fait don en 1206 à l’évêque Eudes de Sully qui y installe quatre chapelains. L’église est alors désignée sous le nom de Saint-Symphorien. Elle abritait des reliques de saint Symphorien et avait quatre chapelains à demeure. On y installe la confrérie des paveurs en 1499, et celle des serruriers en 1591. 
Elle devient paroisse en 1618 à la place de celle de Saint-Denis-de-la Chartre dont la population était évaluée à un millier d’âmes puis est rattachée à celle de l'église Sainte-Madeleine en la Cité en 1698.
Le chapitre de Saint-Symphorien est supprimé en 1698, et ses biens transférés à Ste-Madeleine (citée ci-dessus).
L'édifice devient alors une chapelle particulière qui est cédée, en 1704, à l'Académie de Saint-Luc (ex-communauté des maîtres peintres, sculpteurs, graveurs et enlumineurs de Paris) et placée sous le vocable de saint Luc (l'évangéliste), saint patron des artistes peintres et sculpteurs.
Devenue bien national en 1790, la chapelle est vendue le 4 brumaire an IV (26 octobre 1795). Celle-ci est démolie partiellement lors de la construction du quai aux fleurs en 1810 et totalement en 1844.
À son emplacement, est construit le magasin À la Belle Jardinière. Celui-ci est à son tour détruit à la fin du XIXe siècle pour permettre la construction de l'Hôtel-Dieu de Paris.

## Architecture
L’église très petite était un carré de 11 mètres de côté  séparé en deux niveaux. De nombreux éléments sculptés (chapiteaux) datant du XIIIe siècle sont conservés au musée Carnavalet.

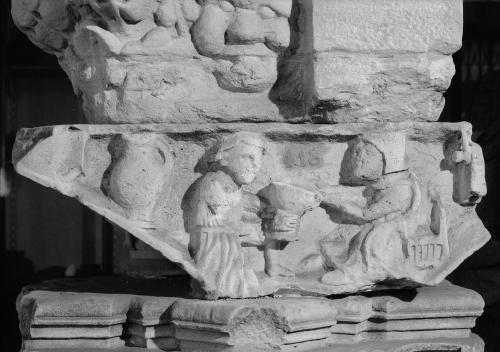
Chapiteau de l’ancienne église St-Symphorien 1
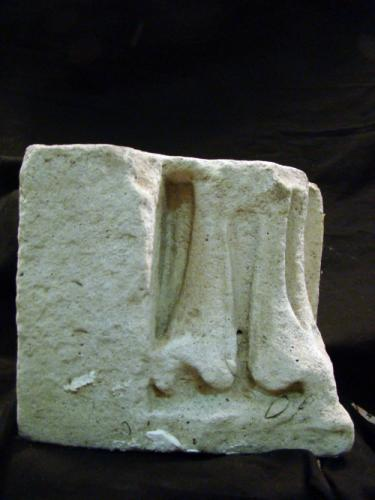
Chapiteau de l’ancienne église St-Symphorien 2
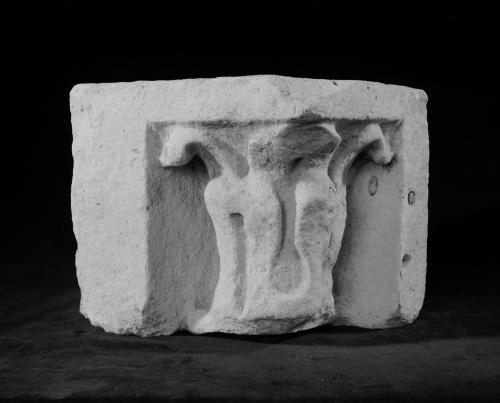
Chapiteau St-Symphorien 3